# Eremiaphila murati
Eremiaphila murati (Chopard, 1940) è una specie di insetto mantoideo appartenente al genere Eremiaphila.
Gli esemplari sono stati rinvenuti nel deserto del Sahara, in Marocco e nella sua parte più occidentale, in Mauritania.

## Aspetto
La specie è stata descritta come di colore grigiastro, di medie dimensioni, con gambe corte e ali lunghe, e che nell'aspetto ricorda vagamente i Neuroptera.